# Mao Ngạn Thanh
Mao Ngạn Thanh (chữ Hán: 毛岸青; 23 tháng 11 năm 1923 tại Hồ Nam – 23 tháng 3 năm 2007) là con trai thứ hai của Chủ tịch Cộng hoà Nhân dân Trung Hoa Mao Trạch Đông và Dương Khai Tuệ.

## Tiểu sử
Ông sinh tại Trường Sa, tỉnh Hồ Nam. Ít lâu sau mẹ ông là Dương Khai Tuệ (1901-1930) bị quân Quốc Dân đảng giết chết vì không chịu khai báo về Mao Trạch Đông. Năm 1930, anh em Mao Ngạn Anh, Mao Ngạn Long và Mao Ngạn Thanh chạy sang Thượng Hải, đến năm 1931, Mao Ngạn Long mất tích trong lúc cha đi hoạt động cách mạng. Để tránh sự bố ráp của kẻ thù và có cơ hội học tập, anh em Mao Ngạn Thanh được đưa sang Pháp.
Rời Paris, năm 1936, anh em Mao Ngạn Thanh sang Moskva học tập, và rồi trở về Trung Quốc năm 1947. Hai năm sau, cha ông, Chủ tịch Mao Trạch Đông, tuyên bố thành lập nước Cộng hòa Nhân dân Trung Hoa. Mao Ngạn Anh, anh của ông tham gia Quân chí nguyện sang giúp Triều Tiên chống lại phe Hàn Quốc được Hoa Kỳ ủng hộ và bị chết vì bom Mỹ năm 1950 tại Triều Tiên.
Ông kết hôn với Thiệu Hoa (邵华), em gái Lưu Tư Tề. Vợ ông sau này là thiếu tướng Quân Giải phóng Nhân dân Trung Quốc và họ có con trai là Mao Tân Vũ, cùng cháu nội là Mao Đông Đông. 
Ông qua đời ngày 25 tháng 3 năm 2007, hưởng thọ 84 tuổi. Trung Hoa Tân Văn xã nói về sự kiện này nhưng không đề cập nguyên nhân. Con trai cựu lãnh tụ Trung Quốc không nắm chức vụ gì trong chính quyền và đã từng mắc phải chứng tâm thần.